# Saison 1973-1974 de la LNH
Saison précédente Saison suivante
La saison 1973-1974 est la 57e saison régulière de la Ligue nationale de hockey. Seize équipes ont joué chacune 78 matchs.

## Saison régulière

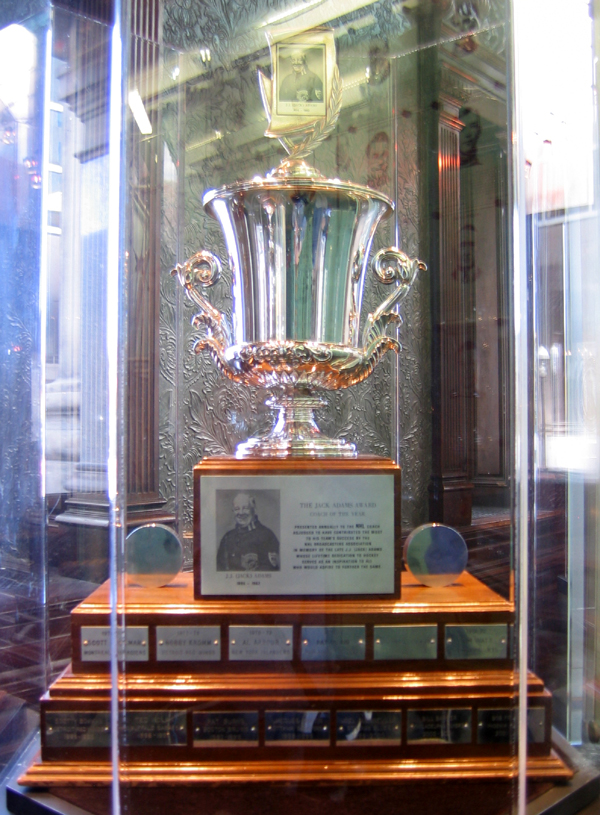
Trophée Jack-Adams

Les Flyers de Philadelphie, surnommés alors les Broad Street Bullies, battent les Black Hawks de Chicago pour la première place de la division Ouest tandis que les Bruins de Boston reprennent la première place à l'Est.
Le trophée Jack-Adams est mis en place au début de la saison afin de récompenser le meilleur entraîneur de la ligue. Le gagnant est choisi par un vote à travers l'association des diffuseurs. Le premier gagnant est Fred Shero des Flyers de Philadelphie.

### Classements finaux
| Clt   | Équipe                 | PJ | V  | D  | N  | BP  | BC  | Pts |
| ----- | ---------------------- | -- | -- | -- | -- | --- | --- | --- |
| +001, | Bruins de Boston       | 78 | 52 | 17 | 9  | 349 | 221 | 113 |
| +002, | Canadiens de Montréal  | 78 | 45 | 24 | 9  | 293 | 240 | 99  |
| +003, | Rangers de New York    | 78 | 40 | 24 | 14 | 300 | 251 | 94  |
| +004, | Maple Leafs de Toronto | 78 | 35 | 27 | 16 | 274 | 230 | 86  |
| +005, | Sabres de Buffalo      | 78 | 32 | 34 | 12 | 242 | 250 | 76  |
| +006, | Red Wings de Détroit   | 78 | 29 | 39 | 10 | 255 | 319 | 68  |
| +007, | Canucks de Vancouver   | 78 | 24 | 43 | 11 | 224 | 296 | 59  |
| +008, | Islanders de New York  | 78 | 19 | 41 | 18 | 182 | 247 | 56  |

| Clt   | Équipe                        | PJ | V  | D  | N  | BP  | BC  | Pts |
| ----- | ----------------------------- | -- | -- | -- | -- | --- | --- | --- |
| +001, | Flyers de Philadelphie        | 78 | 50 | 16 | 12 | 273 | 164 | 112 |
| +002, | Black Hawks de Chicago        | 78 | 41 | 14 | 23 | 272 | 164 | 105 |
| +003, | Kings de Los Angeles          | 78 | 33 | 33 | 12 | 233 | 231 | 78  |
| +004, | Flames d'Atlanta              | 78 | 30 | 34 | 14 | 214 | 238 | 74  |
| +005, | Penguins de Pittsburgh        | 78 | 28 | 41 | 9  | 242 | 273 | 65  |
| +006, | Blues de Saint-Louis          | 78 | 26 | 40 | 12 | 206 | 248 | 64  |
| +007, | North Stars du Minnesota      | 78 | 23 | 38 | 17 | 235 | 275 | 63  |
| +008, | Golden Seals de la Californie | 78 | 13 | 55 | 10 | 195 | 342 | 36  |

- Champion de la saison régulière
- Qualifié pour les séries éliminatoires

### Meilleurs Pointeurs
| Joueur           | Équipe       | PJ | B  | A  | Pts | Pun |
| ---------------- | ------------ | -- | -- | -- | --- | --- |
| Phil Esposito    | Boston       | 78 | 68 | 77 | 145 | 58  |
| Bobby Orr        | Boston       | 74 | 32 | 90 | 122 | 82  |
| Ken Hodge        | Boston       | 76 | 50 | 55 | 105 | 43  |
| Wayne Cashman    | Boston       | 78 | 30 | 59 | 89  | 111 |
| Bobby Clarke     | Philadelphie | 77 | 35 | 52 | 87  | 113 |
| Rick Martin      | Buffalo      | 78 | 52 | 34 | 86  | 38  |
| Syl Apps         | Pittsburgh   | 75 | 24 | 61 | 85  | 37  |
| Darryl Sittler   | Toronto      | 78 | 38 | 46 | 84  | 55  |
| Dennis Hextall   | Minnesota    | 78 | 20 | 62 | 82  | 138 |
| Brad Park        | New York     | 78 | 25 | 57 | 82  | 148 |
| Lowell MacDonald | Pittsburgh   | 78 | 43 | 39 | 82  | 14  |

## Séries éliminatoires de la Coupe Stanley

### Tableau récapitulatif
|  | Quarts de finale | Quarts de finale    | Quarts de finale | Quarts de finale |    |              | Demi-finales | Demi-finales | Demi-finales | Demi-finales |  |  | Finale | Finale | Finale | Finale |
|  |                  |                     |                  |                  |    |              |              |              |              |              |  |  |        |        |        |        |
|  |                  |                     |                  |                  |    |              |              |              |              |              |  |  |        |        |        |        |
|  |                  |                     |                  |                  |    |              |              |              |              |              |  |  |        |        |        |        |
|  | E1               | Boston              | 4                | 4                |    |              |              |              |              |              |  |  |        |        |        |        |
|  | E1               | Boston              | 4                | 4                |    |              |              |              |              |              |  |  |        |        |        |        |
|  | E4               | Toronto             | 0                | 0                |    |              |              |              |              |              |  |  |        |        |        |        |
|  | E4               | Toronto             | 0                | 0                | E1 | Boston       | 4            | 4            |              |              |  |  |        |        |        |        |
|  |                  |                     |                  |                  | E1 | Boston       | 4            | 4            |              |              |  |  |        |        |        |        |
|  |                  |                     | O2               | Chicago          | 2  | 2            |              |              |              |              |  |  |        |        |        |        |
|  | O2               | Chicago             | O2               | Chicago          | 2  | 2            | 4            | 4            |              |              |  |  |        |        |        |        |
|  | O2               | Chicago             |                  |                  |    |              |              | 4            |              |              |  |  |        |        |        |        |
|  | O3               | Los Angeles         | 1                | 1                |    |              |              |              |              |              |  |  |        |        |        |        |
|  | O3               | Los Angeles         | 1                | 1                | E1 | Boston       | 2            | 2            |              |              |  |  |        |        |        |        |
|  |                  |                     |                  |                  | E1 | Boston       | 2            | 2            |              |              |  |  |        |        |        |        |
|  |                  |                     | O1               | Philadelphie     | 4  | 4            |              |              |              |              |  |  |        |        |        |        |
|  | O1               | Philadelphie        | O1               | Philadelphie     | 4  | 4            | 4            | 4            |              |              |  |  |        |        |        |        |
|  | O1               | Philadelphie        |                  |                  |    |              |              |              |              |              |  |  |        |        |        |        |
|  | O4               | Atlanta             | 0                | 0                |    |              |              |              |              |              |  |  |        |        |        |        |
|  | O4               | Atlanta             | 0                | 0                | O1 | Philadelphie | 4            | 4            |              |              |  |  |        |        |        |        |
|  |                  |                     |                  |                  | O1 | Philadelphie | 4            | 4            |              |              |  |  |        |        |        |        |
|  |                  |                     | E2               | New York         | 3  | 3            |              |              |              |              |  |  |        |        |        |        |
|  | E2               | Montréal            | E2               | New York         | 3  | 3            | 2            | 2            |              |              |  |  |        |        |        |        |
|  | E2               | Montréal            |                  |                  |    |              |              | 2            |              |              |  |  |        |        |        |        |
|  | E3               | Rangers de New York | 4                | 4                |    |              |              |              |              |              |  |  |        |        |        |        |
|  | E3               | Rangers de New York | 4                | 4                |    |              |              |              |              |              |  |  |        |        |        |        |
|  |                  |                     |                  |                  |    |              |              |              |              |              |  |  |        |        |        |        |

### Finale de la Coupe Stanley
| 7 mai | Bruins de Boston | 3-2 (2-0, 0-1, 1-1) | Flyers de Philadelphie | 15 003 spectateurs |

| Feuille de match | Feuille de match                                                                                                  | Feuille de match    | Feuille de match                                                                    | Feuille de match |
| ---------------- | --- | ------------------- | ----------------------------------------------------------------------------------- | ---------------- |
|                  | Cashman (Orr, Vadnais) — 12 min 1 s (SN) Sheppard (Forbes, Smith) — 13 min 1 s Orr (Hodge, Cashman) — 59 min 38 s | 1-0 2-0 2-1 2-2 3-2 | Kindrachuk (WatsonJo, Saleski) — 27 min 47 s Clarke (WatsonJo, Nolet) — 45 min 32 s |                  |
| Parent           | Gardiens | Gilbert             |                                                                                     |                  |
|                  | |                     |                                                                                     |                  |
| 31               | Tirs | 28                  |                                                                                     |                  |

| 9 mai | Bruins de Boston | 2-3 | Flyers de Philadelphie |  |

| 12 mai | Flyers de Philadelphie | 4-1 | Bruins de Boston |  |

| 14 mai | Flyers de Philadelphie | 4-2 | Bruins de Boston |  |

| 16 mai | Bruins de Boston | 5-1 | Flyers de Philadelphie |  |

| 19 mai | Flyers de Philadelphie | 1-0 | Bruins de Boston |  |

Les Flyers de Philadelphie battent les Bruins de Boston en finale de la Coupe Stanley par le score de 4 matchs à 2. Ils deviennent ainsi la première des six franchises ajoutées au cours de l'expansion de 1967 à remporter la coupe.

## Récompenses

### Trophées
| Trophée                      | Vainqueur                                                                | Équipe                                                                   |
| ---------------------------- | ------------------------------------------------------------------------ | ------------------------------------------------------------------------ |
| Trophée Calder               | Denis Potvin                                                             | Islanders de New York                                                    |
| Trophée Lester-B.-Pearson    | Bobby Clarke                                                             | Flyers de Philadelphie                                                   |
| Trophée Art-Ross             | Phil Esposito                                                            | Bruins de Boston                                                         |
| Trophée Hart                 | Phil Esposito                                                            | Bruins de Boston                                                         |
| Trophée Conn-Smythe          | Bernard Parent                                                           | Flyers de Philadelphie                                                   |
| Trophée Bill-Masterton       | Henri Richard                                                            | Canadiens de Montréal                                                    |
| Trophée Jack-Adams           | Fred Shero                                                               | Flyers de Philadelphie                                                   |
| Trophée James-Norris         | Bobby Orr                                                                | Bruins de Boston                                                         |
| Trophée Lady Byng            | Johnny Bucyk                                                             | Bruins de Boston                                                         |
| Trophée Lester-Patrick       | Alex Delvecchio, Murray Murdoch, Weston W. Adams, Sr., Charles L. Crovat | Alex Delvecchio, Murray Murdoch, Weston W. Adams, Sr., Charles L. Crovat |
| Trophée Vézina               | Tony Esposito Bernard Parent                                             | Black Hawks de Chicago Flyers de Philadelphie                            |
| Trophée plus-moins de la LNH | Bobby Orr                                                                | Bruins de Boston                                                         |

| Trophée                      | Équipe                 |
| ---------------------------- | ---------------------- |
| Trophée Clarence-S.-Campbell | Flyers de Philadelphie |
| Trophée Prince de Galles     | Bruins de Boston       |
| Coupe Stanley                | Flyers de Philadelphie |

### Équipes d'étoiles
| Position       | Première équipe | Première équipe        | Deuxième équipe | Deuxième équipe        |
| Position       | Joueur          | Équipe                 | Joueur          | Équipe                 |
| -------------- | --------------- | ---------------------- | --------------- | ---------------------- |
| Gardien de but | Bernard Parent  | Flyers de Philadelphie | Tony Esposito   | Black Hawks de Chicago |
| Défenseur      | Bobby Orr       | Bruins de Boston       | Barry Ashbee    | Flyers de Philadelphie |
| Défenseur      | Brad Park       | Rangers de New York    | Bill White      | Black Hawks de Chicago |
| Ailier gauche  | Richard Martin  | Sabres de Buffalo      | Wayne Cashman   | Bruins de Boston       |
| Centre         | Phil Esposito   | Bruins de Boston       | Bobby Clarke    | Flyers de Philadelphie |
| Ailier droit   | Ken Hodge       | Bruins de Boston       | Mickey Redmond  | Red Wings de Détroit   |